# Josef Matěj
Josef (Jožka) Matěj (19. února 1922 Brušperk – 28. března 1992 Frýdlant nad Ostravicí) byl český pozounista a hudební skladatel.

## Život
Josef Matěj pocházel z hudební rodiny. U otce se naučil hrát na pozoun a pokračoval v Ústavu hudby a zpěvu v Ostravě. Dva roky byl členem ostravského divadelního orchestru a poté pokračoval ve studiu hry na varhany a skladby na Pražské konzervatoři. Na varhany byl žákem Josef Kuhna a ve skladbě Emila Hlobila a Zdeňka Hůly. Od roku 1947 studoval na Akademii múzických umění u Jaroslava Řídkého.
Stal se sbormistrem pěveckého sdružení Union a lektorem hudební teorie a melodramatu na divadelní fakultě Akademie múzických umění. V kurzech Lidové umělecké tvořivosti vyučoval skladbu a hrál na pozoun v různých orchestrech. Jako skladatel spolupracoval s Armádním uměleckým souborem Víta Nejedlého, souborem ministerstva vnitra ale i s předními symfonickými tělesy.
Jeho skladebný styl vycházel z lašské lidové písně a byl silně ovlivněn i lidovou hudbou jiných národů. V jeho vrcholném díle, opeře Čtyřicet dnů hory Musa Dagh, jsou patrné ohlasy arménského a balkánského hudebního folklóru.
Jeho bratranec, Vladimír Matěj (1920–2005), byl rovněž hudebník. Působil jako dirigent Karlovarského symfonického orchestru. V roce 1968 emigroval do Švédska, kde také zemřel.
Jméno Jožky (Josefa) Matěje nese základní umělecká škola v jeho rodném Brušperku.

## Dílo

### Vokální skladby
- Vokální fuga (1947)
- Sborový zpěv pro sóla sbor a velký orchestr (1950)
- Tři duchovní písně pro tenor, violu, anglický roh a varhany (1952)
- Ostnaté nebe, cyklus tří písní a ariet na slova Dagmar Hilarové a německé texty Ilse Weber pro soprán a komorní orchestr (1967)
- Monogramy, pro velký sbor, sóla, recitátora a veliký orchestr (1968)
- Ofélie, tři vokální fresky pro sólo soprán, recitátora, ženský sbor a nástrojovou skupinu na báseň Arthura Rimbauda v překladu Vítězslava Nezvala (1974)
- Čtyřicet dnů hory Musa Dagh. Opera na motivy románu Franze Werfela, libreto: František Kafka a Jarmila Krulišová (1983)
- Tvůrci, kantáta pro sbor a orchestr na text Františka Hrubína (1985-86)

### Orchestrální skladby
- 5 symfonií
- Koncert pro pozoun a orchestr (1947–1951)
- Smyčcová serenáda (1949)
- Tři tance z podhůří z Beskydy (1951)
- Tři symfonické tance (1952)
- Koncert pro basový pozoun a orchestr (1952)
- Sonáta da camera pro hoboj a komorní orchestr (1955)
- Rapsodie pro violu a orchestr (1959–1960)
- Koncert pro housle a orchestr (1961)
- Koncert pro trubku a orchestr (1963)
- Sonáta pro pozoun a smyčce (1965)
- Koncert pro flétnu, cembalo a smyčcový orchestr (1967)
- Koncert pro klarinet, smyčcový orchestr a klavír (1970)
- Koncert pro violoncello a orchestr (1972)
- Kytička na mohylu k pomníku padlým na Mamajevském kurganě. Symfonická fantazie (1987)
- Trojkoncert pro trubku, lesní roh, pozoun a komorní orchestr

### Komorní skladby
- Klavírní variace (1947)
- Suita pro hoboj a klavír (1949)
- První smyčcový kvartet (1948)
- Invokace, pro čtyři pozouny (1950)
- Dechový kvintet (1956)
- Druhý smyčcový kvartet (1966)
- Sonáta pro housle a klavír (1971)
- Hudba pro pět dechových nástrojů: „Omaggio a Leoš Janáček“ (1978)
- Fantasia per organo (1981)

Zkomponoval rovněž řadu skladeb pro velký dechový orchestr a instruktivní literaturu pro dechové nástroje.